# Оскар (кинопремия, 1964)
36-я церемония вручения наград премии «Оскар» за заслуги в области кинематографа за 1963 год состоялась 13 апреля 1964 года в Santa Monica Civic Auditorium (Санта-Моника, округ Лос-Анджелес, Калифорния).

## Фильмы, получившие несколько номинаций
| Фильм                                                             | номинации | победы |
| ----------------------------------------------------------------- | --------- | ------ |
| • Том Джонс / Tom Jones                                           | 10        | 4      |
| • Клеопатра / Cleopatra                                           | 9         | 4      |
| • Как был завоёван Запад / How the West Was Won                   | 8         | 3      |
| • Хад / Hud                                                       | 7         | 3      |
| • Этот безумный, безумный, безумный, безумный мир                 | 6         | 1      |
| • Кардинал / The Cardinal                                         | 6         | -      |
| • Восемь с половиной / 8½                                         | 5         | 2      |
| • Полевые лилии / Lilies of the Field                             | 5         | 1      |
| • Любовь с подходящим незнакомцем / Love with the Proper Stranger | 5         | -      |
| • Америка, Америка / America, America                             | 4         | 1      |
| • Нежная Ирма / Irma la Douce                                     | 3         | 1      |
| • Капитан Ньюмэн, доктор медицины / Captain Newman, M.D.          | 3         | -      |
| • Такова спортивная жизнь / This Sporting Life                    | 2         | -      |
| • Сумерки чести / Twilight of Honor                               | 2         | -      |
| • Воскресенья в Виль-д’Эвре / Les Dimanches de Ville d’Avray      | 2         | -      |
| • 55 дней в Пекине / 55 Days at Peking                            | 2         | -      |
| • Пока, пташка / Bye Bye Birdie                                   | 2         | -      |
| • Новый вид любви / A New Kind of Love                            | 2         | -      |

## Список лауреатов и номинантов
★ Победители выделены отдельным цветом. 

### Основные категории
| Категории                                                  | Лауреаты и номинанты                                                                                               | Лауреаты и номинанты                                                                    |
| ---------------------------------------------------------- | --- | --------------------------------------------------------------------------------------- |
| Лучший фильм                                               | ★ Том Джонс / Tom Jones (продюсер: Тони Ричардсон)                                                                 | ★ Том Джонс / Tom Jones (продюсер: Тони Ричардсон)                                      |
| Лучший фильм                                               | • Америка, Америка / America America (продюсер: Элиа Казан)                                                        |                                                                                         |
| Лучший фильм                                               | • Клеопатра / Cleopatra (продюсер: Уолтер Уэнджер)                                                                 |                                                                                         |
| Лучший фильм                                               | • Как был завоёван Запад / How the West Was Won (продюсер: Бернард Смит)                                           |                                                                                         |
| Лучший фильм                                               | • Полевые лилии / Lilies of the Field (продюсер: Ральф Нельсон)                                                    |                                                                                         |
| Лучший режиссёр                                            | ★ Тони Ричардсон за фильм «Том Джонс»                                                                              | ★ Тони Ричардсон за фильм «Том Джонс»                                                   |
| Лучший режиссёр                                            | • Элиа Казан — «Америка, Америка»                                                                                  |                                                                                         |
| Лучший режиссёр                                            | • Отто Премингер — «Кардинал»                                                                                      |                                                                                         |
| Лучший режиссёр                                            | • Федерико Феллини — «Восемь с половиной»                                                                          |                                                                                         |
| Лучший режиссёр                                            | • Мартин Ритт — «Хад»                                                                                              |                                                                                         |
| Лучшая мужская роль                                        | | ★ Сидни Пуатье — «Полевые лилии» (за роль Гомера Смита)                                 |
| Лучшая мужская роль                                        | • Альберт Финни — «Том Джонс» (за роль Тома Джонса)                                                                |                                                                                         |
| Лучшая мужская роль                                        | • Ричард Харрис — «Такова спортивная жизнь» (за роль Фрэнка Мэчина)                                                |                                                                                         |
| Лучшая мужская роль                                        | • Рекс Харрисон — «Клеопатра» (за роль Юлия Цезаря)                                                                |                                                                                         |
| Лучшая мужская роль                                        | • Пол Ньюман — «Хад» (за роль Хада Бэннона)                                                                        |                                                                                         |
| Лучшая женская роль                                        | | ★ Патриция Нил — «Хад» (за роль Альмы Браун)                                            |
| Лучшая женская роль                                        | • Лесли Карон — «Угловая комната» (за роль Джейн Фоссет)                                                           |                                                                                         |
| Лучшая женская роль                                        | • Ширли Маклейн — «Нежная Ирма» (за роль Ирмы)                                                                     |                                                                                         |
| Лучшая женская роль                                        | • Рейчел Робертс — «Такова спортивная жизнь» (за роль миссис Маргарет Хэммонд)                                     |                                                                                         |
| Лучшая женская роль                                        | • Натали Вуд — «Любовь с подходящим незнакомцем» (за роль Энджи Россини)                                           |                                                                                         |
| Лучшая мужская роль второго плана                          | Мелвин Дуглас | ★ Мелвин Дуглас — «Хад» (за роль Гомера Бэннона)                                        |
| Лучшая мужская роль второго плана                          | Мелвин Дуглас | • Ник Адамс — «Сумерки чести» (за роль Бена Брауна)                                     |
| Лучшая мужская роль второго плана                          | Мелвин Дуглас | • Бобби Дарин — «Капитан Ньюмэн, доктор медицины» (за роль капрала Джима Томпкинса)     |
| Лучшая мужская роль второго плана                          | Мелвин Дуглас | • Хью Гриффит — «Том Джонс» (за роль сквайра Уэстерна)                                  |
| Лучшая мужская роль второго плана                          | Мелвин Дуглас | • Джон Хьюстон — «Кардинал» (за роль кардинала Гленнона)                                |
| Лучшая женская роль второго плана                          | | ★ Маргарет Рутерфорд — «Очень важные персоны» (за роль герцогини Брайтон)               |
| Лучшая женская роль второго плана                          | • Дайан Силенто — «Том Джонс» (за роль Молли Сигрим)                                                               |                                                                                         |
| Лучшая женская роль второго плана                          | • Эдит Эванс — «Том Джонс» (за роль мисс Уэстерн)                                                                  |                                                                                         |
| Лучшая женская роль второго плана                          | • Джойс Редман — «Том Джонс» (за роль миссис Уотерс / Дженни Джонс)                                                |                                                                                         |
| Лучшая женская роль второго плана                          | • Лилия Скала — «Полевые лилии» (за роль матери-настоятельницы Марии)                                              |                                                                                         |
| Лучший сценарий, созданный непосредственно для экранизации | ★ Джеймс Р. Уэбб — «Как был завоёван Запад»                                                                        | ★ Джеймс Р. Уэбб — «Как был завоёван Запад»                                             |
| Лучший сценарий, созданный непосредственно для экранизации | • Элиа Казан — «Америка, Америка»                                                                                  |                                                                                         |
| Лучший сценарий, созданный непосредственно для экранизации | • Федерико Феллини, Эннио Флайано, Туллио Пинелли и Брунелло Ронди — «Восемь с половиной»                          |                                                                                         |
| Лучший сценарий, созданный непосредственно для экранизации | • Паскуале Феста Кампаниле, Массимо Франчоза, Нанни Лой, Васко Пратолини и Карло Бернари — «Четыре дня Неаполя»    |                                                                                         |
| Лучший сценарий, созданный непосредственно для экранизации | • Арнольд Шульман — «Любовь с подходящим незнакомцем»                                                              |                                                                                         |
| Лучший адаптированный сценарий                             | ★ Джон Осборн — «Том Джонс» (по роману Генри Филдинга «История Тома Джонса, найдёныша»)                            | ★ Джон Осборн — «Том Джонс» (по роману Генри Филдинга «История Тома Джонса, найдёныша») |
| Лучший адаптированный сценарий                             | • Ричард Л. Брин, Фиби Эфрон, Генри Эфрон — «Капитан Ньюмэн, доктор медицины» (по одноимённому роману Лео Ростена) |                                                                                         |
| Лучший адаптированный сценарий                             | • Ирвинг Рэвеч и Харриет Фрэнк мл. — «Хад» (по роману Ларри МакМёртри «Horseman, Pass By»)                         |                                                                                         |
| Лучший адаптированный сценарий                             | • Джеймс По — «Полевые лилии» (по одноимённому роману Уильяма Барретта)                                            |                                                                                         |
| Лучший адаптированный сценарий                             | • Серж Бургиньон и Антуан Тюдал — «Воскресенья в Виль-д’Эвре» (по одноимённому роману Бернара Эшассерьо)           |                                                                                         |
| Лучший фильм на иностранном языке                          | ★ Восемь с половиной / 8½ (Италия) реж. Федерико Феллини                                                           | ★ Восемь с половиной / 8½ (Италия) реж. Федерико Феллини                                |
| Лучший фильм на иностранном языке                          | • Нож в воде / Nóż w wodzie (Польша) реж. Роман Полански                                                           |                                                                                         |
| Лучший фильм на иностранном языке                          | • Тарантос / Los Tarantos (Испания) реж. Франсиско Ровира Белета                                                   |                                                                                         |
| Лучший фильм на иностранном языке                          | • Красные фонари / Τα κόκκινα φανάρια (Греция) реж. Василис Георгиадис                                             |                                                                                         |
| Лучший фильм на иностранном языке                          | • Двойняшки Киото / 古都 (Koto) (Япония) реж. Нобору Накамура                                                      |                                                                                         |

### Другие категории
| Категории                                      | Лауреаты и номинанты | Лауреаты и номинанты |
| ---------------------------------------------- | --- | --- |
| Лучшая музыка: Оригинальный саундтрек          | ★ Джон Эддисон — «Том Джонс» | ★ Джон Эддисон — «Том Джонс» |
| Лучшая музыка: Оригинальный саундтрек          | • Алекс Норт — «Клеопатра» | |
| Лучшая музыка: Оригинальный саундтрек          | • Дмитрий Тёмкин — «55 дней в Пекине» | |
| Лучшая музыка: Оригинальный саундтрек          | • Альфред Ньюман и Кен Дэрби — «Как был завоёван Запад» | |
| Лучшая музыка: Оригинальный саундтрек          | • Эрнест Голд — «Этот безумный, безумный, безумный, безумный мир» | |
| Лучшая музыка: Запись адаптированной партитуры | | ★ Андре Превин — «Нежная Ирма» |
| Лучшая музыка: Запись адаптированной партитуры | • Джонни Грин — «Пока, пташка» | |
| Лучшая музыка: Запись адаптированной партитуры | • Лейт Стивенс — «Новый вид любви» | |
| Лучшая музыка: Запись адаптированной партитуры | • Морис Жарр — «Воскресенья в Виль-д’Эвре» | |
| Лучшая музыка: Запись адаптированной партитуры | • Джордж Брунс — «Меч в камне» | |
| Лучшая песня к фильму                          | ★ Call Me Irresponsible — «Деликатное состояние папы» — музыка: Джимми Ван Хэйсен, слова: Сэмми Кан                                                                                                | ★ Call Me Irresponsible — «Деликатное состояние папы» — музыка: Джимми Ван Хэйсен, слова: Сэмми Кан                                                                                                |
| Лучшая песня к фильму                          | • Charade — «Шарада» — музыка: Генри Манчини, слова: Джонни Мёрсер | |
| Лучшая песня к фильму                          | • It’s A Mad, Mad, Mad, Mad World — «Этот безумный, безумный, безумный, безумный мир» — музыка: Эрнест Голд, слова: Мак Дэвид                                                                      | |
| Лучшая песня к фильму                          | • More — «Собачий мир» — музыка: Риц Ортолани и Нино Оливьеро, слова: Норман Ньюэлл | |
| Лучшая песня к фильму                          | • So Little Time — «55 дней в Пекине» — музыка: Дмитрий Тёмкин, слова: Пол Френсис Уэбстер | |
| Лучший монтаж                                  | ★ Харольд Ф. Кресс — «Как был завоёван Запад» | ★ Харольд Ф. Кресс — «Как был завоёван Запад» |
| Лучший монтаж                                  | • Луис Р. Лоффлер — «Кардинал» | |
| Лучший монтаж                                  | • Дороти Спенсер — «Клеопатра» | |
| Лучший монтаж                                  | • Феррис Уэбстер — «Большой побег» | |
| Лучший монтаж                                  | • Фредерик Кнудсон (посмертно), Роберт Джонс, Джин Фоулер мл. — «Этот безумный, безумный, безумный, безумный мир»                                                                                  | |
| Лучшая операторская работа (Чёрно-белый фильм) | ★ Джеймс Вонг Хоу — «Хад» | ★ Джеймс Вонг Хоу — «Хад» |
| Лучшая операторская работа (Чёрно-белый фильм) | • Джордж Фолси — «Балкон» | |
| Лучшая операторская работа (Чёрно-белый фильм) | • Люсьен Баллард — «Сторож» | |
| Лучшая операторская работа (Чёрно-белый фильм) | • Эрнест Хэллер — «Полевые лилии» | |
| Лучшая операторская работа (Чёрно-белый фильм) | • Милтон Краснер — «Любовь с подходящим незнакомцем» | |
| Лучшая операторская работа (Цветной фильм)     | ★ Леон Шамрой — «Клеопатра» | ★ Леон Шамрой — «Клеопатра» |
| Лучшая операторская работа (Цветной фильм)     | • Леон Шамрой — «Кардинал» | |
| Лучшая операторская работа (Цветной фильм)     | • Уильям Х. Дэниелс, Милтон Краснер, Чарльз Лэнг и Джозеф Лашелл — «Как был завоёван Запад» | |
| Лучшая операторская работа (Цветной фильм)     | • Джозеф Лашелл — «Нежная Ирма» | |
| Лучшая операторская работа (Цветной фильм)     | • Эрнест Ласло — «Этот безумный, безумный, безумный, безумный мир» | |
| Лучшая работа художника (Чёрно-белый фильм)    | ★ Джин Каллахан — «Америка, Америка» | ★ Джин Каллахан — «Америка, Америка» |
| Лучшая работа художника (Чёрно-белый фильм)    | • Пьеро Жерарди — «Восемь с половиной» | |
| Лучшая работа художника (Чёрно-белый фильм)    | • Хэл Перейра, Тамби Ларсен (постановщики), Сэм Комер, Роберт Р. Бентон (декораторы) — «Хад» | |
| Лучшая работа художника (Чёрно-белый фильм)    | • Хэл Перейра, Роланд Андерсон (постановщики), Сэм Комер, Грэйс Грегори (декораторы) — «Любовь с подходящим незнакомцем»                                                                           | |
| Лучшая работа художника (Чёрно-белый фильм)    | • Джордж У. Дэвис, Пол Грессе (постановщики), Генри Грэйс, Хью Хант (декораторы) — «Сумерки чести»                                                                                                 | |
| Лучшая работа художника (Цветной фильм)        | ★ Джон ДеКуир, Джек Мартин Смит, Хилъярд М. Браун, Херман А. Блюменталь, Элвен Уэбб, Морис Пеллинг, Борис Юрага (постановщики), Уолтер М. Скотт, Пол С. Фокс, Рэй Мойер (декораторы) — «Клеопатра» | ★ Джон ДеКуир, Джек Мартин Смит, Хилъярд М. Браун, Херман А. Блюменталь, Элвен Уэбб, Морис Пеллинг, Борис Юрага (постановщики), Уолтер М. Скотт, Пол С. Фокс, Рэй Мойер (декораторы) — «Клеопатра» |
| Лучшая работа художника (Цветной фильм)        | • Лайл Р. Вилер (постановщик), Джин Каллахан (декоратор) — «Кардинал» | |
| Лучшая работа художника (Цветной фильм)        | • Хэл Перейра, Роланд Андерсон (постановщики), Сэм Комер, Джеймс У. Пэйн (декораторы) — «Приди и протруби в свой рог»                                                                              | |
| Лучшая работа художника (Цветной фильм)        | • Джордж У. Дэвис, Уильям Феррари (посмертно), Эддисон Хер (постановщики), Генри Грэйс, Дон Гринвуд мл., Джек Миллс (декораторы) — «Как был завоёван Запад»                                        | |
| Лучшая работа художника (Цветной фильм)        | • Ральф У. Брайнтон, Тед Маршалл, Жослин Херберт (постановщики), Джози МакАвин (декоратор) — «Том Джонс»                                                                                           | |
| Лучший дизайн костюмов (Чёрно-белый фильм)     | ★ Пьеро Жерарди — «Восемь с половиной» | ★ Пьеро Жерарди — «Восемь с половиной» |
| Лучший дизайн костюмов (Чёрно-белый фильм)     | • Эдит Хэд — «Любовь с подходящим незнакомцем» | |
| Лучший дизайн костюмов (Чёрно-белый фильм)     | • Уильям Травилла — «Стриптизёрша» | |
| Лучший дизайн костюмов (Чёрно-белый фильм)     | • Билл Томас — «Игрушки на чердаке» | |
| Лучший дизайн костюмов (Чёрно-белый фильм)     | • Эдит Хэд — «Жёны и любовники» | |
| Лучший дизайн костюмов (Цветной фильм)         | ★ Ирен Шарафф, Витторио Нино Новарезе, Рени — «Клеопатра» | ★ Ирен Шарафф, Витторио Нино Новарезе, Рени — «Клеопатра» |
| Лучший дизайн костюмов (Цветной фильм)         | • Дональд Брукс — «Кардинал» | |
| Лучший дизайн костюмов (Цветной фильм)         | • Уолтер Планкетт — «Как был завоёван Запад» | |
| Лучший дизайн костюмов (Цветной фильм)         | • Пьеро Този — «Леопард» | |
| Лучший дизайн костюмов (Цветной фильм)         | • Эдит Хэд — «Новый вид любви» | |
| Лучший звук                                    | ★ Франклин Милтон (Metro-Goldwyn-Mayer SSD) — «Как был завоёван Запад» | ★ Франклин Милтон (Metro-Goldwyn-Mayer SSD) — «Как был завоёван Запад» |
| Лучший звук                                    | • Чарльз Райс (Columbia SSD) — «Пока, пташка» | |
| Лучший звук                                    | • Уолдон О. Уотсон (Universal City SSD) — «Капитан Ньюмэн, доктор медицины» | |
| Лучший звук                                    | • Джеймс П. Коркоран (20th Century-Fox SSD), Фред Хайнс (Todd-AO SSD) — «Клеопатра» | |
| Лучший звук                                    | • Гордон Сойер (Samuel Goldwyn SSD) — «Этот безумный, безумный, безумный, безумный мир» | |
| Лучшие звуковые эффекты                        | ★ Уолтер Эллиотт — «Этот безумный, безумный, безумный, безумный мир» | ★ Уолтер Эллиотт — «Этот безумный, безумный, безумный, безумный мир» |
| Лучшие звуковые эффекты                        | • Роберт Л. Брэттон — «Скопление орлов» | |
| Лучшие спецэффекты                             | ★ Эмиль Коса мл. — «Клеопатра» | ★ Эмиль Коса мл. — «Клеопатра» |
| Лучшие спецэффекты                             | • Аб Айверкс — «Птицы» | |
| Лучший документальный полнометражный фильм     | ★ Роберт Фрост: Полюбовный спор с миром / Robert Frost: A Lover’s Quarrel with the World (продюсер: Роберт Хьюз)                                                                                   | ★ Роберт Фрост: Полюбовный спор с миром / Robert Frost: A Lover’s Quarrel with the World (продюсер: Роберт Хьюз)                                                                                   |
| Лучший документальный полнометражный фильм     | • Le Maillon et la Chaîne (продюсер: Поль де Рубэ) | |
| Лучший документальный полнометражный фильм     | • The Yanks Are Coming (продюсер: Маршалл Флаум) | |
| Лучший документальный полнометражный фильм     | • Вокзал / Terminus (продюсер: Эдгар Энсти) (неофициальная номинация) | |
| Лучший документальный короткометражный фильм   | ★ Шагал / Chagall (продюсер: Саймон Шиффрин) | ★ Шагал / Chagall (продюсер: Саймон Шиффрин) |
| Лучший документальный короткометражный фильм   | • The Five Cities of June (продюсер: Джордж Стивенс мл.) | |
| Лучший документальный короткометражный фильм   | • The Spirit of America (продюсер: Algernon G. Wlaker) | |
| Лучший документальный короткометражный фильм   | • Thirty Million Letters (продюсер: Эдгар Энсти) | |
| Лучший документальный короткометражный фильм   | • To Live Again (продюсер: Мэл Лондон) | |
| Лучший игровой короткометражный фильм          | ★ Совиный ручей / La Rivière du hibou (продюсеры: Поль де Рубэ и Марсель Ишак) | ★ Совиный ручей / La Rivière du hibou (продюсеры: Поль де Рубэ и Марсель Ишак) |
| Лучший игровой короткометражный фильм          | • Концерт / Koncert (продюсер: Эзра Р. Бэйкер) | |
| Лучший игровой короткометражный фильм          | • Самодельная машина / The Home Made Car (продюсер: Джеймс Хилл) | |
| Лучший игровой короткометражный фильм          | • / The Six-Sided Triangle (продюсер: Кристофер Майлз) | |
| Лучший игровой короткометражный фильм          | • / That’s Me (продюсер: Уолкер Стюарт) | |
| Лучшая короткометражка (мультипликация)        | ★ Критик / The Critic (продюсер: Эрнест Пинтофф) | ★ Критик / The Critic (продюсер: Эрнест Пинтофф) |
| Лучшая короткометражка (мультипликация)        | • Автомания 2000 / Automania 2000 (продюсер: Джон Халас) | |
| Лучшая короткометражка (мультипликация)        | • Игра / Igra (продюсер: Душан Вукотич) | |
| Лучшая короткометражка (мультипликация)        | • / Моя финансовая карьера (продюсер: Колин Лоу и Том Дэйли) | |
| Лучшая короткометражка (мультипликация)        | • / Pianissimo (продюсер: Кармен Д’Авино) | |

### Специальная награда
| Награда имени Ирвинга Тальберга | ★ Сэм Шпигель |

## Научно-технические награды
| Категории | Лауреаты | Лауреаты |
| --------- | --- | -------- |
| Class I   | Не присуждалась |          |
| Class II  | Не присуждалась |          |
| Class III | • Дуглас Ширер и А. Арнольд Гиллеспи (Metro-Goldwyn-Mayer Studios) — за разработку усовершенствованной системы проецирования фоновых процессов. |          |